# Chloroclystis layanga
Chloroclystis layanga är en fjärilsart som beskrevs av Holloway 1976. Chloroclystis layanga ingår i släktet Chloroclystis och familjen mätare. Inga underarter finns listade i Catalogue of Life.